# Liste der Baudenkmale in Husum (bei Nienburg)
In der Liste der Baudenkmale in Husum (bei Nienburg) sind alle Baudenkmale der niedersächsischen Gemeinde Husum aufgelistet. Die Quelle der  Baudenkmale ist der Denkmalatlas Niedersachsen. Der Stand der Liste ist der 30. Oktober 2020.

## Allgemein
In den Spalten befinden sich folgende Informationen:
- Lage: die Adresse des Baudenkmales und die geographischen Koordinaten. Kartenansicht, um Koordinaten zu setzen. In der Kartenansicht sind Baudenkmale ohne Koordinaten mit einem roten Marker dargestellt und können in der Karte gesetzt werden. Baudenkmale ohne Bild sind mit einem blauen Marker gekennzeichnet, Baudenkmale mit Bild mit einem grünen Marker.
- Bezeichnung: Bezeichnung des Baudenkmales
- Beschreibung: die Beschreibung des Baudenkmales. Unter § 3 Abs. 2 NDSchG werden Einzeldenkmale und unter § 3 Abs. 3 NDSchG Gruppen baulicher Anlagen und deren Bestandteile ausgewiesen.
- ID: die Objekt-ID des Baudenkmales
- Bild: ein Bild des Baudenkmales, ggf. zusätzlich mit einem Link zu weiteren Fotos des Baudenkmals im Medienarchiv Wikimedia Commons. Wenn man auf das Kamerasymbol klickt, können Fotos zu Baudenkmalen aus dieser Liste hochgeladen werden:

## Husum (bei Nienburg)

### Einzelbaudenkmale
| Lage                                      | Bezeichnung              | Beschreibung | ID       | Bild |
| ----------------------------------------- | ------------------------ | ------------ | -------- | ---- |
| Zum Horstberg 52° 33′ 59″ N, 9° 15′ 7″ O  | Kirche                   |              | 31046605 |      |
| Zum Horstberg 1 52° 34′ 0″ N, 9° 15′ 4″ O | Wohn-/Wirtschaftsgebäude |              | 31046548 |      |
| Zum Horstberg 2 52° 34′ 1″ N, 9° 15′ 5″ O | Pfarrhaus                |              | 31046624 |      |
| Zum Horstberg 4 52° 34′ 1″ N, 9° 15′ 4″ O | Schule                   |              | 31046563 |      |

## Bolsehle

### Einzelbaudenkmale
| Lage                                           | Bezeichnung | Beschreibung | ID       | Bild |
| ---------------------------------------------- | ----------- | ------------ | -------- | ---- |
| Alte Dorfstraße 16 52° 33′ 35″ N, 9° 17′ 42″ O | Wohnhaus    |              | 31046456 |      |

## Groß Varlingen

### Gruppe: Hofanlage Varlinger Dorfstraße 8
Die Gruppe „Hofanlage Varlinger Dorfstraße 8“ hat die ID :31036330.

| Lage                                               | Bezeichnung | Beschreibung | ID       | Bild |
| -------------------------------------------------- | ----------- | ------------ | -------- | ---- |
| Varlinger Dorfstraße 8 52° 34′ 53″ N, 9° 14′ 42″ O | Stall       |              | 31046822 |      |
| Varlinger Dorfstraße 8 52° 34′ 52″ N, 9° 14′ 42″ O | Haupthaus   |              | 31046526 |      |
| Varlinger Dorfstraße 8 52° 34′ 53″ N, 9° 14′ 44″ O | Scheune     |              | 31046804 |      |

### Einzelbaudenkmale
| Lage                                               | Bezeichnung | Beschreibung | ID       | Bild |
| -------------------------------------------------- | ----------- | ------------ | -------- | ---- |
| Varlinger Dorfstraße 5 52° 34′ 51″ N, 9° 14′ 37″ O | Scheune     |              | 31046511 |      |
| Varlinger Dorfstraße 5 52° 34′ 51″ N, 9° 14′ 37″ O | Scheune     |              | 43392419 |      |

## Schessinghausen

### Einzelbaudenkmale
| Lage                                               | Bezeichnung              | Beschreibung | ID       | Bild |
| -------------------------------------------------- | ------------------------ | ------------ | -------- | ---- |
| Küsterhorst 7 52° 35′ 21″ N, 9° 14′ 44″ O          | Wohn-/Wirtschaftsgebäude |              | 31046684 |      |
| Zur Förbeeke 15 52° 35′ 23″ N, 9° 15′ 28″ O        | Scheune                  |              | 31046639 |      |
| Zur Krümme 5 52° 35′ 29″ N, 9° 15′ 35″ O           | Wohnhaus                 |              | 31046714 |      |
| Unter den Heistern 12a 52° 35′ 21″ N, 9° 15′ 34″ O | Heuerhaus                |              | 31046669 |      |
| In der Blankenau 3a 52° 35′ 52″ N, 9° 14′ 32″ O    | Wohnhaus                 |              | 31046765 |      |
| In der Blankenau 3 52° 47′ 52″ N, 9° 14′ 33″ O     | Heuerhaus                |              | 31046699 |      |